# 本浦 (広島市)
本浦（ほんうら）は、広島市南区に位置する地区であり、ここでは「本浦」を町名に含む3町の総称として用いる。

## 概要

### 地理
広島県を流れる太田川デルタのうち、猿猴川と京橋川に挟まれた洲の内陸部、やや南半に位置する。

### 隣接する地区
- 北側：国道2号を挟んで東雲。
- 東側：仁保。
- 南側：黄金山。
- 西側：霞・大河。

### 町名と地誌
- 本浦町（ほんうらちょう）・西本浦町（にしほんうらちょう）

黄金山北側の丘陵地帯に建設された団地を中心に、住宅地としての性格が強い。古くからの街並みは斜面に立地しているため道幅が狭く坂道が多い。本浦町の一部を除き黄金山小の学区に属する。
- 東本浦町（ひがしほんうらちょう）

国道2号線に近く、バス通りや旧道（旧本通 / 黄金山を一周する仁保島以来の古道）沿いに商業施設が建ち並び商店街を形成し、主要な公共機関・施設のほとんどがこの町内に集中している。仁保小の学区に属する。

## 歴史

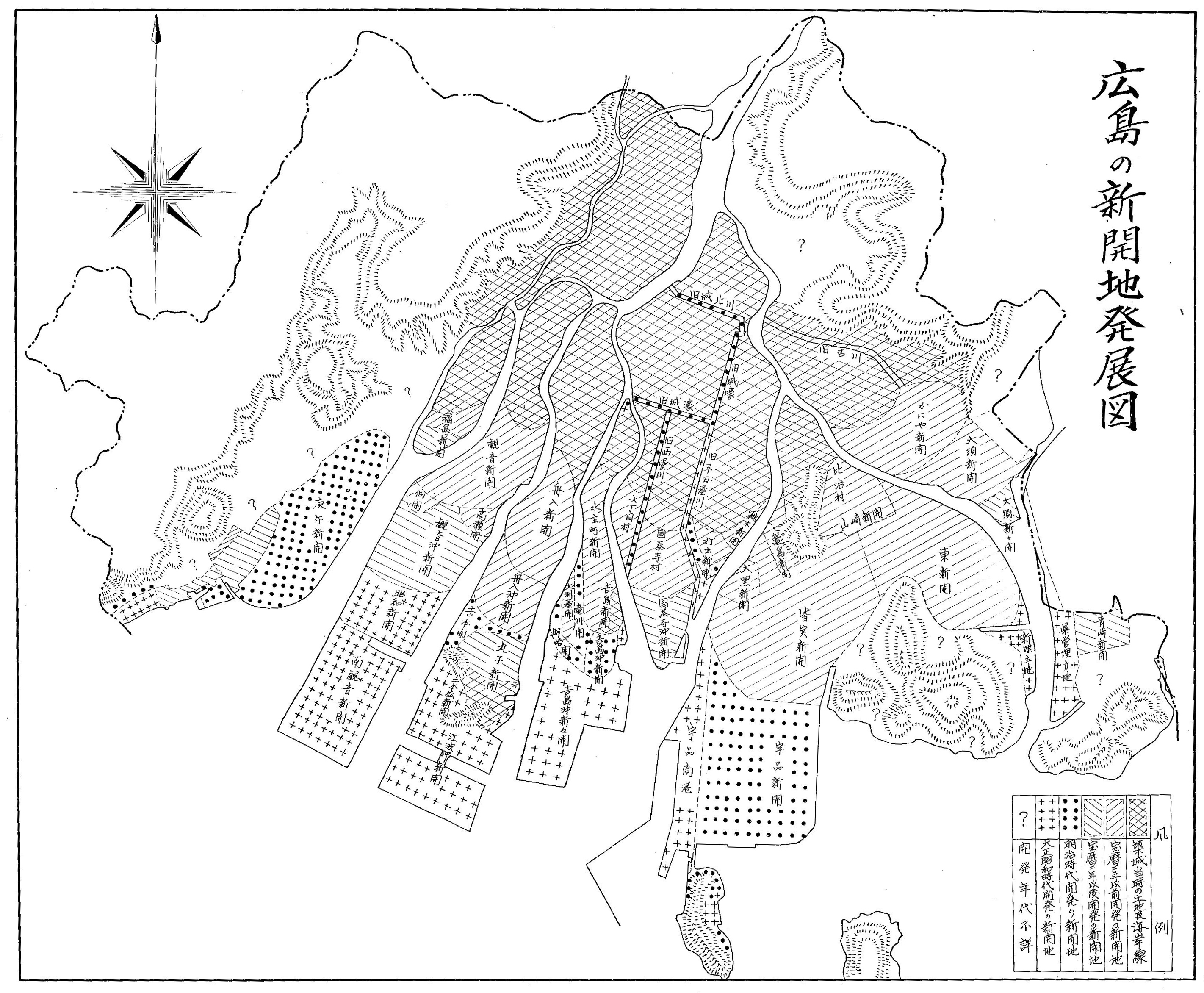
広島の新開地発展図（『概観広島市史』1955年） / 現在の本浦地区を含む黄金山麓が広島築城時には島嶼（仁保島）であり、江戸時代の東新開・皆実新開の造成によって陸続きになったことが示されている。

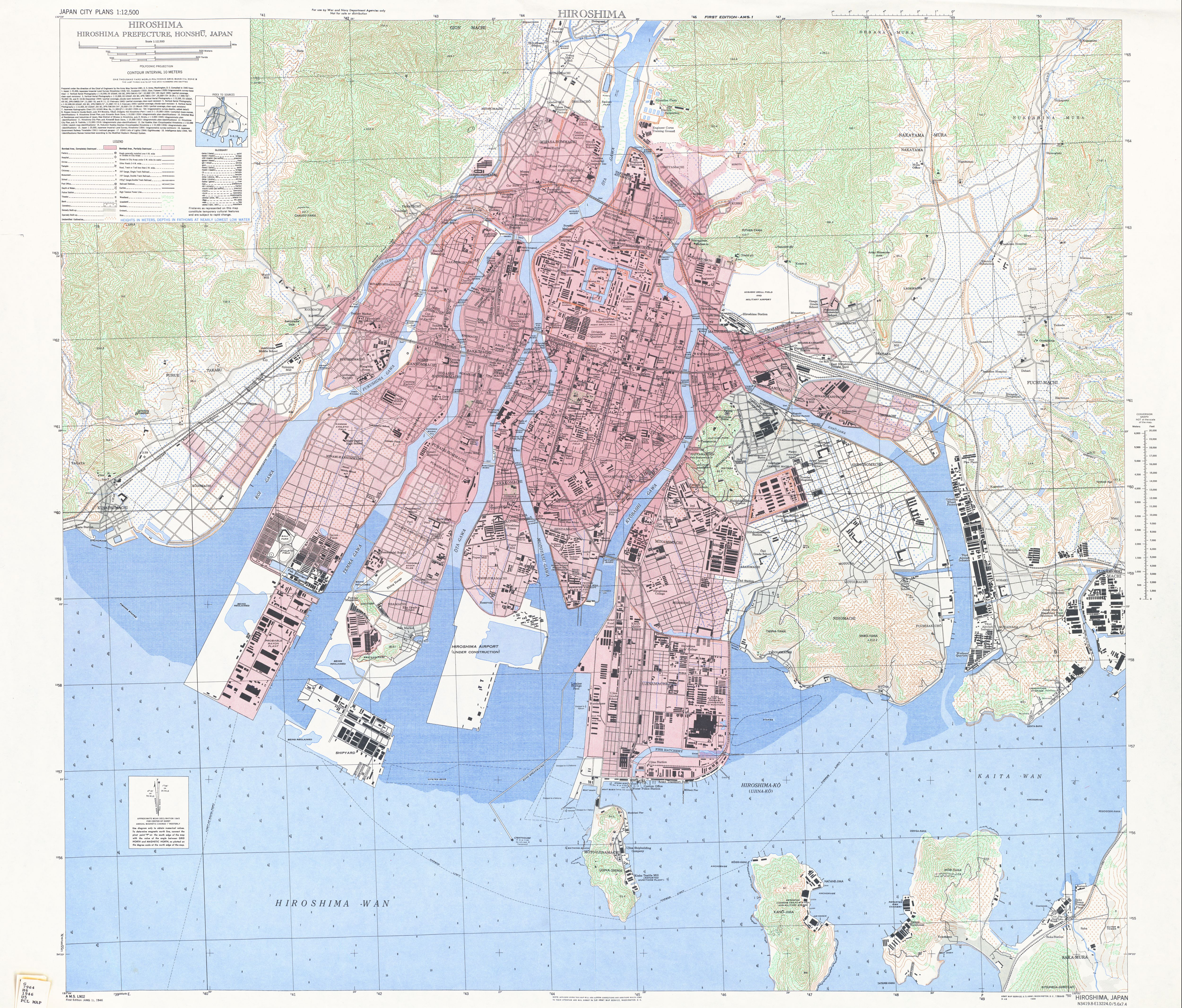
1945年の米軍作成の地図 / 図中"MOTOURACHŌ"および"MOTOURA"（「ほんうら」の誤記）が確認できる。

### 地名の由来
町名の「本浦」は、かつてこの近辺が広島湾頭に浮かぶ仁保島であった時代、黄金山の麓に形成された漁業集落「仁保七浦」（仁保村 (広島県)参照）の一つ「本浦」に由来し、その名称からして仁保七浦の中では最も古い歴史を持つことが考えられる。

### 仁保島村・仁保村の時代
1662年（寛文2年）の東新開（現在の東雲など）の埋め立てにより仁保島は比治山など広島城下と地続きになったことで、本浦地区は海から切り離され、漁業集落としての性格は早くに失われた。村内には耕地が乏しかったため村民は新たに造成された新開地を耕作し米・麦、ついで棉花などを栽培した。明治に入り1889年（明治22年）、本浦を含む仁保島および向洋の集落は町村制による安芸郡仁保島村（のち仁保村と改称）となった。この時期になると村から海外への移民が盛んになり、1911年時点で淵崎地区からの海外移民は360人（うち276人がハワイへの移民）にのぼった。1874年には小学校として「仁富舎」（のち本浦尋常小学校）が創立されたが、1908年には淵崎（現在の仁保地区）の仁保尋常高等小学校（現在の仁保小）に統合され廃止された。

### 広島市への合併
1929年（昭和4年）、仁保村は広島市に合併され、本浦を含む旧村域はすべて「広島市仁保町」となった。1930年代には海外からの輸入制限撤廃の影響で衰退した棉花栽培に代わって蓮根栽培が拡大、一時は蓮畑が町の代表的な景観となった。第二次世界大戦末期の1945年1月には、現・市立工業高校（市工）の校地（この時点での住所表示は東雲町）に市立工専（現在の広島大学工学部の前身校の一つ）が設立された（戦後この校地は県立商業高校が一時使用したのち1964年以降は市工の校地となり現在に至る）。同年8月6日の原爆投下に際しては、爆心地から3km以上離れていた本浦も、山陰に入っていない地域は爆風により家屋の多くが半壊に近い被害を受けた。また当日、淵崎とともに市内（竹屋町・鶴見町・宝町・富士見町など）での家屋疎開作業に動員されていた住民の中からも多くの犠牲者が出た。

### 戦後から現在まで
戦後の1966年9月1日には町名変更が実施、仁保町が多くの新町名に分割された際に現在の「本浦町」「西本浦町」「東本浦町」の3町が新設、さらに東雲町の一部（市立工業高校の校地など）が東本浦町に編入された。さらに同年12月7日には新広島バイパス（現在の国道2号）が開通した。この結果本浦地区ではバイパスに近い区域や黄金山北側の丘陵地帯を中心に再開発・宅地開発が進行し、かつての蓮田や山林を中心とする景観は一変した。またもともと本浦地区は全域が仁保小学校の学区に属していたが、宅地化による人口増加を背景に1977年隣接する北大河町に黄金山小学校が開校すると、本浦町の一部と西本浦町が同小の学区に分離され、現在に至っている。

## 施設

### 寺社・名所旧跡
- 邇保姫神社（西本浦町）

黄金山から北に伸びる丘陵の北端、標高25mの丘に鎮座する。三韓出兵の帰途立ち寄った神功皇后が放った矢が落ちた地点に、その矢を神体として祀ったと伝えられ、祭神は神功皇后など8神。かつての仁保島村全体の鎮守の神（村社）で、「仁保」という地名の由来や、古代この地が朱砂（硫化水銀）の産地であったことに関わっているとも言われる。近世には八幡宮であったが1871年（明治4年）現社名に改称した。1700年代前半に建造された神社本殿は、拝殿・手水舎とともに原爆に被災（爆心地より3.6km）し爆風により傾くなどの被害を受けた。2007年9月27日未明の火災により、本殿・拝殿・社務所などが全焼した。
- 広済寺（東本浦町）
- 本浦説教所（本隆寺 / 東本浦町）

境内に本浦幼稚園を経営する。
- 半べえ庭園（本浦町）

本浦で邇保姫神社南側の斜面を利用して果樹園「金井農園」を経営していた金井半（半兵衛/1855年 - 1938年）が、同農園敷地にツツジを植樹し1936年「金井公園」として公開したことに始まる。1946年には「廣島遊園地」（広島遊園地）に改称、その後「半兵衛庭園」などへの社名変更を経て、2003年から現社名「半べえ」となる。300種5万本のツツジで彩られた「聚花山の庭」（1970年完成,2020年大部分を福祉施設に売却）、「織部燈籠」（キリシタン燈籠）、茶室「紅霞亭」などが有名。
- 案内地蔵（本浦町）

### 公共施設
教育機関
- 広島市立広島工業高等学校（東本浦町）
- 本浦幼稚園（東本浦町）

集会所
- 本浦集会所（本浦会館 / 東本浦町）

公園
- 本浦公園（東本浦町）

その他公共機関
- 南消防署東本浦出張所（東本浦町）
- 広島南警察署本浦交番（東本浦町）

### 商業施設
郵便局・銀行
- 広島本浦郵便局（東本浦町）
- 広島銀行仁保支店（東本浦町）

店舗
- アルゾSELECT本浦店（万惣本浦店の改装に伴って2024年8月に改称された）
- ユアーズ東本浦店（ユアーズ本浦店の老朽化に伴って2023年12月に新築移転、その際に店名が変更された）
- ウォンツ東本浦店（旧ユアーズ本浦店所在地へ2024年12月に新築移転、その際に店名が変更された）

## 交通
道路
- 国道2号

バス
- 広電バス4号線

## 出身有名人
- 渡部英麿 - 西本浦町（邇保姫神社宮司家）出身。元サッカー選手及び指導者・先代邇保姫神社宮司。

## 関連書籍
- 仁保村役場『仁保村志』 1929年
- 広島市立仁保小学校『かおり：創立百周年記念誌』 1972年
- 『広島県の地名』（日本歴史地名大系 第35巻） 平凡社、1982年
- 『角川日本地名大辞典 第34巻：広島県』 角川書店、1987年 ISBN 4040013409